# Friendly Love
Friendly Love ist ein Jazzalbum von Sun Ra. Die Anfang 1973 entstandenen Aufnahmen erschienen erstmals 2000 als Compact Disc, gekoppelt mit Pathways to Unknown Worlds, bei Evidence Records. 2016 wurden die Aufnahmen als eigenständiges Album auf Evidence als Download wiederveröffentlicht.

## Hintergrund
Sun Ras nur kurz währende Zusammenarbeit mit ABC Records, den damaligen Eigentümern von Impulse! Records, wurde Anfang 1975 wegen des mangelnden kommerziellen Erfolgs bzw. unterschiedlichen künstlerischen Vorstellungen übereilt aufgelöst. Danach wurden mehrere nie veröffentlichte Projekte Ras an den Künstler zurückgegeben. Während die anderen drei abgelehnten Masterbänder (zumindest) Arbeitstitel (siehe hierzu The Great Lost Sun Ra Albums (Cymbals & Crystal Spears)) hatten, gab es nur wenige Einzelheiten über die genaue Einordnung von Friendly Love in Ras unübersichtlicher Diskografie, meinte Lindsey Planer.
Einige Jazzwissenschaftler würden darauf bestehen, dass die Katalognummer mit Saturn Records LP 564 angegeben wurde, aber Versuche, eine Kopie zu finden oder sogar einen aufgezeichneten Hinweis darauf zurückzuverfolgen, waren lange erfolglos. Es gab jedoch ein paar Dinge, die über die Ursprünge der tatsächlichen Aufnahmen als richtig angenommen werden können, so Planer. Das beteiligte Personal weise darauf hin, dass die vier unvorbereiteten Free-Jazz-Stücke, die auf der LP enthalten sein sollten, um 1973 aufgenommen wurden, obwohl der genaue Ort weiterhin umstritten ist. In seinem Liner-Notes-Essay in der CD-Neuauflage von Friendly Love, die mit dem ebenfalls 1973 für ABC/Impulse! entstandenen Album – Pathways to Unknown Worlds (Impulse ASD-9298; 1975) zusammen veröffentlicht wurde, ging Robert L. Campbell dann auf die Entdeckung dieser Session ein. Er hatte diese Aufnahmen bei Sun Ras Geschäftspartner Alton Abraham in Chicago gefunden, wo sie in einer Kiste aufbewahrt wurden.
Das fand vor dem Jahr 2000 statt, als schließlich das Independent-Label Evidence diese Musik als Teil ihrer laufenden Bemühungen, so viel wie möglich von Sun Ras Vermächtnis wiederherzustellen und zu veröffentlichen, integrierte. Die vier fortlaufend betitelten Tracks stimmen weitgehend klanglich mit der großen Mehrheit der Art von Musik überein, die von den verschiedenen Inkarnationen von Ras Arkestra(s) in den frühen bis mittleren 1970er-Jahren stammten, schrieb Lindsey Planer.

## Titelliste
- Sun Ra: Friendly Love (Evidence ECD22218-2)[2]

1. Friendly Love I
2. Friendly Love II
3. Friendly Love III
4. Friendly Love IV

Die Kompositionen stammen von Sun Ra.

## Besetzung
- Friendly Love I
  - Contra-Alt-Klarinette – Eloe Omoe
  - Congas – Atakatune, Kwame Hadi
  - Drums – Harry Richards (mögl.)
  - Flügelhorn – Akh Tal Ebah
  - Orgel – Sun Ra
  - Tenorsaxophon – John Gilmore

- Friendly Love II
  - Altsaxophon – Danny Davis
  - Congas – Atakatune
  - Drums – Harry Richards (mögl.)
  - Mellophon [„Space Dimension Mellophone“] – Akh Tal Ebah
  - Orgel, Moog-Synthesizer (Mini-Moog) – Sun Ra
  - Trompete, Congas – Kwame Hadi

- Friendly Love III
  - Altsaxophon – Danny Davis
  - Baritonsaxophon, „Neptunian Libflecto“ – Danny Ray Thompson
  - Congas – Atakatune
  - Schlagzeug – Harry Richards (mögl.)
  - Flügelhorn – Akh Tal Ebah
  - Orgel – Sun Ra
  - Tenorsaxophon – John Gilmore
  - Trompete, Congas – Kwame Hadi

- Friendly Love IV
  - Altsaxophon – Danny Davis
  - Bassklarinette – Eloe Omoe
  - Congas – Atakatune, Kwame Hadi
  - Mellophon, Flügelhorn – Akh Tal Ebah
  - Oboe – Marshall Allen
  - Orgel – Sun Ra
  - Tenorsaxophon – John Gilmore

## Rezeption
Lindsay Planer verlieh dem Album in Allmusic vier Sterne und schrieb, die Musik sei vollständig von der ständig wechselnden Besetzung von Musikern improvisiert, und es gebe durchgehend offensichtliche Beiträge von mehreren langjährigen Arkestra-Mitgliedern. Die absolute Überzeugungskraft und unverwechselbare Präsenz Marshall Allens werde durch seine schrillen Saxophon-Läufe und Interjektionen gekennzeichnet, während Danny Ray Thompson den etwas verwirrenden, vom Fagott abgeleiteten Apparat manipuliere, den Ra das „neptunische Libflecto“ nannte. Noch eigentümlicher klinge das „Space Dimension“-Mellophon, das nichts anderes als eine Bastardisierung des traditionellen Instruments mit einem nachgerüsteten Kontrafagottrohr sei, das in das Mundstück eingesetzt worden sei. Dies erkläre sicherlich das gewichtigere und leicht gedämpfte Timbre. Akh Tal Ebah webe abwechselnd melodische und atonale Interjektionen um Ras gewundene und manchmal dezente Änderungen. Erfahrene Enthusiasten dürften feststellen, dass die Arkestra-Interaktionen zwischen „leicht amüsant und geradezu faszinierend“ schwankten.
Nach Ansicht von Richard Cook und Brian Morton, die das Album in The Penguin Guide to Jazz (in der Evidence-Ausgabe) mit drei Sternen auszeichneten, habe Robert L. Campbell herausragende Arbeit mit der Rekonstruktion dieser Sessions geleistet, bemerkenswert für die äußerst ungewöhnliche Instrumentierung.